# Lusura chera
Lusura chera är en fjärilsart som beskrevs av Dru Drury 1773. Lusura chera ingår i släktet Lusura och familjen tandspinnare. Inga underarter finns listade i Catalogue of Life.